# Glückshaube
Eine Glückshaube (lateinisch Caput galeatum) sind Teile der Fruchtblase (Eihäute = Amnion und Chorion), die in seltenen Fällen nach der Geburt den Kopf eines Neugeborenen bedecken. 
Die zähen Eihäute sind weißlich durchschimmernd, so dass man die Konturen des Gesichtes schemenhaft erkennen kann. Die Glückshaube ist harmlos und kann einfach von der Hebamme oder dem Arzt unmittelbar nach der Geburt vom Kopf abgezogen werden. Generell kann eine Glückshaube bei allen Säugetieren vorkommen.

## Deutung und Aberglauben
Im Mittelalter galten Glückshauben als Glückszeichen. Sie wurden als ein gutes Omen dafür betrachtet, dass das Kind für Geistesgröße und Großmütigkeit auserkoren oder auch mit advokatorischer Beredsamkeit ausgestattet war. Außerdem glaubte man, dass solche Kinder übernatürliche Fähigkeiten hatten und „sehen“ konnten.
Tatsächlich war das Vorhandensein einer Glückshaube im Mittelalter mitunter ein Glück für die Mutter, falls ihr Kind – aus welchem Grund auch immer – tot geboren wurde. Kindstötung wurde im Mittelalter hart bestraft, und eine Mutter mit einem toten Neugeborenen hatte wenig Chancen zu beweisen, dass sie es nicht getötet hatte. War bei dem toten Neugeborenen aber die dünne Membran der Fruchtblase noch intakt, glaubte man, die Mutter könnte das Kind nicht getötet haben. Somit blieb sie von Strafen verschont.
Es gehörte die Tradition dazu, das Häutchen auf einem Papier zusammenzulegen. Die Hebamme rieb mit einem Stück Papier das Gesicht des Neugeborenen und drückte so das Häutchen auf das Papier. Dieses wurde der Mutter übergeben und sollte als Erbstück behalten werden. Häufig wurde die „Glückshaube“ auch in der Kleidung der Kinder vernäht.
Mit der Zeit kam der Aberglaube auf, dass der Besitzer einer Glückshaube von besonderem Glück beseelt sei und ihn die Haube vor dem Ertrinken schütze. Deswegen bezahlten Seeleute den Müttern und Hebammen hohe Summen für Glückshauben. Eine Glückshaube war ein wertvoller Talisman. 
Nach dem Aberglauben der Nordländer wohnte der Schutzgeist oder ein Teil der Seele des Kindes in der Glückshaube.

### Literarische Adaptionen
- Im Grimm'schen Märchen Der Teufel mit den drei goldenen Haaren wird der Protagonist mit einer Glückshaube geboren.
- Den Aberglauben, dass die Glückshaube ein Talisman sei, greift Charles Dickens auf den ersten Seiten seines Romans David Copperfield auf, dessen Titelheld mit einer Glückshaube geboren wurde, die jedoch niemand kaufen wollte.
- In Theodor Storms Kunstmärchen Hinzelmeier (1850) wird ein Ehepaar rätselhafterweise nicht älter. Eine Stadtkaffeetante mutmaßt diesbezüglich: „Ihr Bube, das Hinzelmeierlein, ist mit einer Glückshaube auf die Welt gekommen, und nun tragen die Alten sie wechselweise, Nacht um Nacht!“
- Im Roman Malina von Ingeborg Bachmann berichtet die Ich-Erzählerin im ersten Kapitel, dass sie mit einer halben Glückshaube geboren worden sei.[1]